# Mallén (Saragossa)
Mallén ist eine spanische Kleinstadt und eine Gemeinde (municipio) mit 2.951 Einwohnern (Stand: 2024) im Nordwesten der Provinz Saragossa der Autonomen Region Aragonien.

## Lage
Mallén liegt knapp 60 km (Fahrtstrecke) nordwestlich der Provinzhauptstadt Saragossa am Río Huecho in einer Höhe von etwa 295 m. Das Klima ist gemäßigt bis warm; Regen (ca. 411 mm/Jahr) fällt übers Jahr verteilt.

## Geschichte
Die Keltiberer siedelten hier in der Oppidum Belsinon. Die Römer übernahmen die Siedlung und benannten sie in Balsio um.

## Bevölkerungsentwicklung
| Jahr      | 1970 | 1981 | 1991 | 2001 | 2011 | 2021 |
| Einwohner | 3161 | 2894 | 3018 | 3186 | 3709 | 2977 |

## Wirtschaft
Inzwischen sind zahlreiche Windparks in der Gemeinde errichtet worden.

## Sehenswürdigkeiten
- Marienkirche (Iglesia de Nuestra Señora de los Ángeles)
- Kapelle Virgen del Puy von 1751
- Zapata-Palast
- Rathaus
- archäologische Grabungsstätte von El Convento

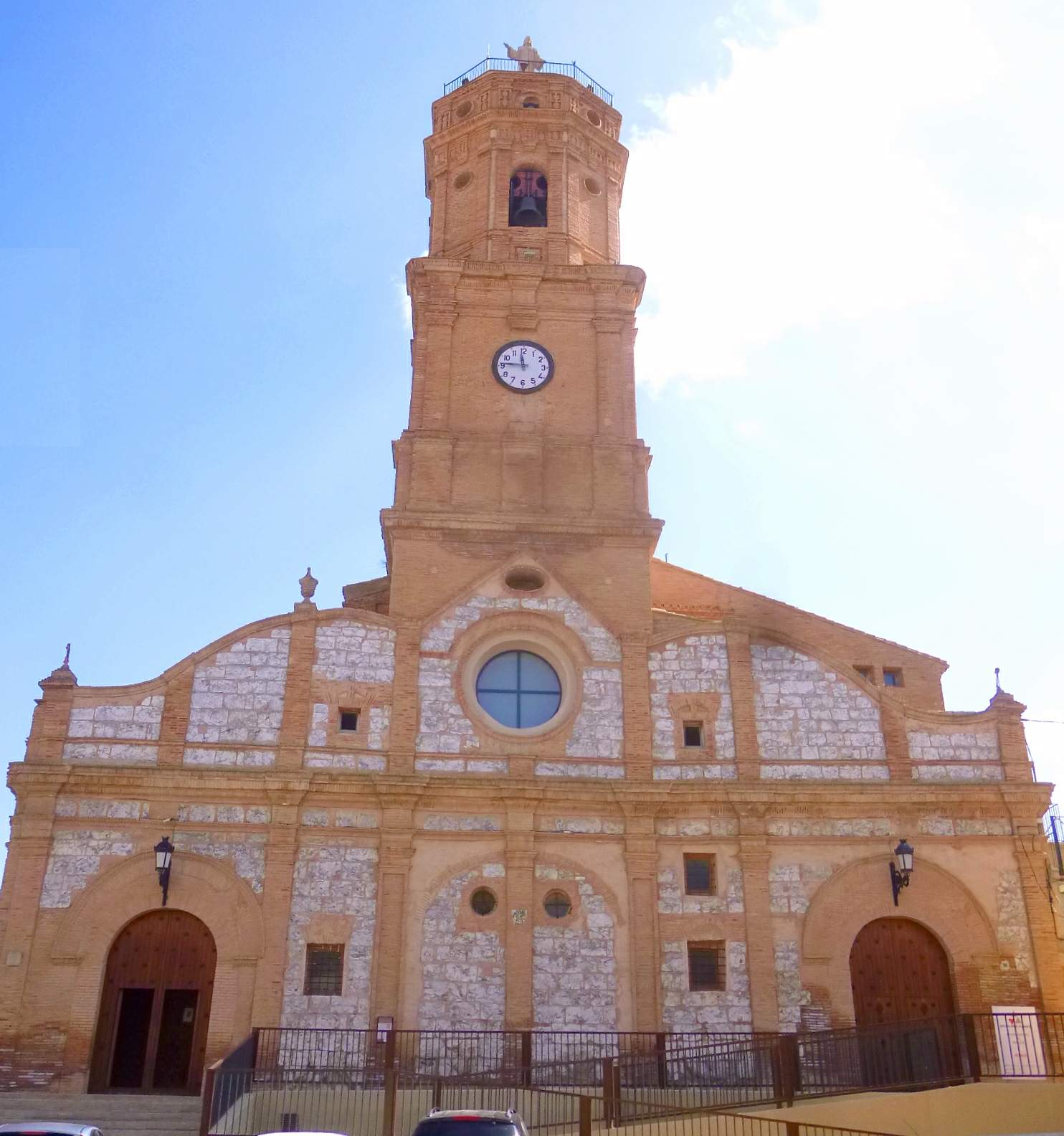
Marienkirche
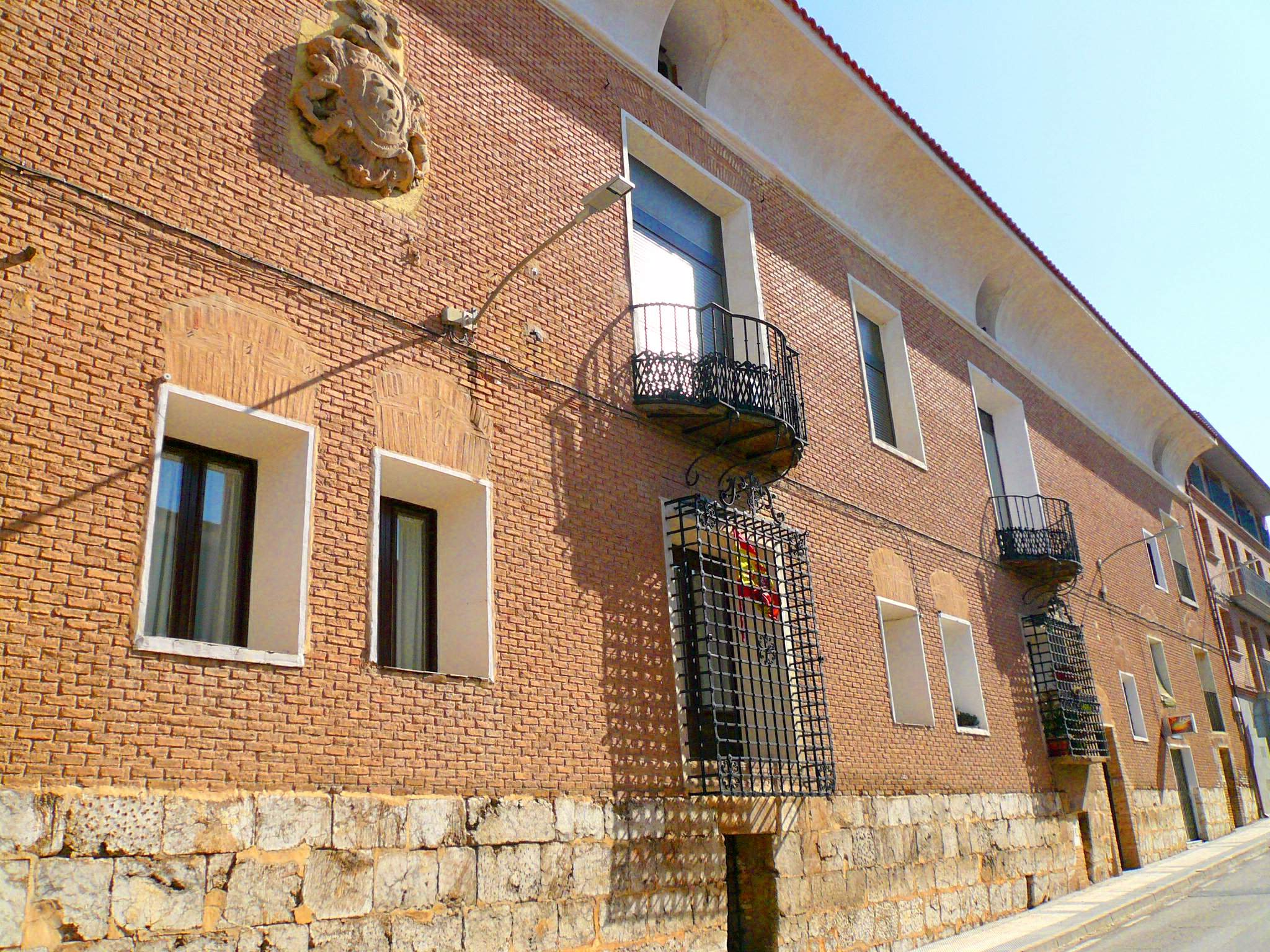
Zapata-Palast
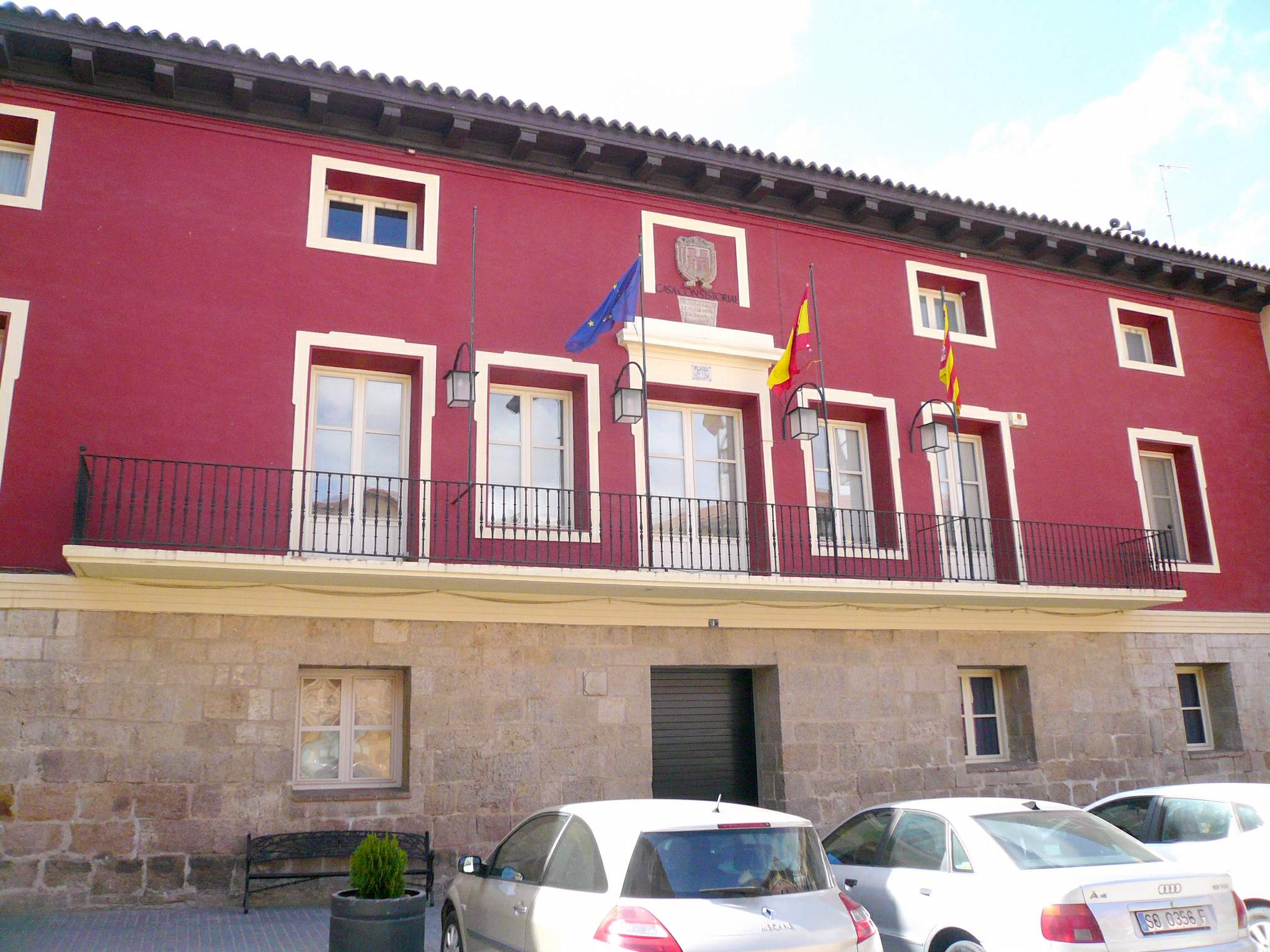
Rathaus

## Persönlichkeiten
- Jerónimo de San José (1587–1654), Schriftsteller, Poet, Historiker
- Artemio Baigorri (* 1956), Soziologe und Sozialpsychologe

## Partnergemeinde
Mit der philippinischen Gemeinde Baler besteht eine Partnerschaft.